# Разіно (Гур'євський міський округ)
Разіно (рос. Разино) — селище Гур'євського міського округу, Калінінградської області Росії. Входить до складу Добринського сільського поселення.
Населення —  129 осіб (2015 рік). 

## Населення
| 2002 | 2010 |
| ---- | ---- |
| 53   | ↗129 |